# Siemens SL45
Siemens SL45 — сотовый телефон серии SL фирмы Siemens.

## Описание
Siemens SL45 — первый в мире мобильный телефон с функцией MP3-плеера и слотом для карт памяти MMC, а также имеющий практичный органайзер. Поставлялся в комплекте с наушниками фирмы Sennheiser, которые могли быть использованы как головная гарнитура.

## Модификации
- Siemens SL45 — оригинальная версия с картой MMC на 32 МБ, док-станцией и стереогарнитурой. Выпускалась с 2000 года.
- Siemens SL42 — более дешевая версия, отличается только комплектом поставки: картой MMC на 16 МБ, отсутствием док-станции и стереогарнитуры. Выпускалась с 2001 года.
- Siemens SL45i — обновлённая версия, отличающаяся обновленной прошивкой с поддержкой Java-приложений и более ёмким аккумулятором. Выпускалась с 2001 года.

Аппаратно все три модели идентичны, прошивка SL45i может быть установлена на SL42 и SL45 при помощи входящего в комплект кабеля для подключения телефона к персональному компьютеру и специальной программы.
Для SL45 существует большое количество созданных энтузиастами патчей прошивки и Java-приложений, изменяющих интерфейс и расширяющих функциональность телефона. Например: автоответчик, графическое меню вместо текстового и т. д.